# ピーター・ボニントン
ピーター・ボニントン（Peter Bonnington、1975年2月12日 - ）は、イギリスの自動車技術者であり、自動車レースのフォーミュラ1（F1）のエンジニアとして知られる。通称は「ボノ」（Bono）。

## 経歴
2004年にジョーダン・グランプリでデータエンジニアとしてF1におけるキャリアを始め、ジョルジオ・パンターノやティモ・グロックとともに働いた。
2006年にブラックリーのホンダ・レーシング・F1（HRF1）に移籍し、当時ジェンソン・バトン担当のレースエンジニアだったアンドリュー・ショブリンの下、パフォーマンスエンジニア（データエンジニア）を務めた。この役割は車高やタイヤの空気圧、サスペンションの変位のモニターといったことのほか、最適なブレーキングポイントやオーバーテイク位置の提案といったものも含み、バトンとの間で信頼関係を築いた。2009年にチームがブラウンGPとなった後もチームに留まり、バトンのワールドチャンピオン獲得に貢献したトラックサイドエンジニアの一人となる。
2010年にチームがメルセデスのワークスチームになると、新たにチームに加入したミハエル・シューマッハのパフォーマンスエンジニアになり、2011年に前任のマーク・スレードがチームを離脱したことに伴い、シューマッハのレースエンジニア（シニア・レースエンジニア）に昇格した。
2012年シーズンの終了とともにシューマッハは引退し、ボニントンは翌2013年にチームに加入したルイス・ハミルトンのシニア・レースエンジニアとなった。シニア・レースエンジニアの役職は、担当ドライバー（ハミルトン）とのサーキットにおけるやりとり全般と、車両のセットアップ全てに責任を負っている。ボニントンは、2024年まで12シーズンに渡ってハミルトンのレースエンジニアを務め、ハミルトンのメルセデスチームにおける6回のチャンピオン獲得全てに貢献している。

## ハミルトンとの関係
ボニントンは、2013年から2024年まで、12シーズンに渡ってルイス・ハミルトンのレースエンジニアを務めた。これは同じドライバーとレースエンジニアの組み合わせとして、F1史上でも最長だと考えられている。
長い付き合いであることから、ハミルトンからの信頼も厚く、コンビを組んでいた当時、ハミルトンはボニントンのことを「兄弟のような存在」だと述べていた。
レース中の無線でハミルトンと交信しているのは基本的にボニントンであり、後述の「ハンマータイム」や「Get in there, Lewis」というボニントンが使うフレーズは、F1の国際中継でも流されていたことから、ファンには広く知られていた。
ハミルトンが2025年からスクーデリア・フェラーリに移籍すると発表した際、コンビを組んでいたボニントンもフェラーリに移籍するのではないかと言われていた。

### ハンマータイム
「ハンマータイム / ハマータイム」（Hammer time）は、ボニントンがレースの勝負どころでハミルトンに「今こそ全開走行する時だ」と伝える時に使用するフレーズである。
ハミルトンはこれを思いついたのは自分だと明かしている。当初、ボニントンはそうしたタイミングで「今がプッシュする時だぞ」（Now it’s time to push）という言い回しをしていた。これはレース中の無線で広く使われている決まり文句ではあったが、ハミルトンからしてみれば「なんだよ、今だってプッシュしているぞ!」と言い返したくなり、ボニントンに対しての苛立ちを感じてしまうというところに不満があった。
そこで、ハミルトンは「今こそ全力を出す時だ」ということを言いたい時は「ハンマータイム」と言うようボニントンに提案し、それが定着した。ボニントンはハミルトンに全力を発揮させたい時はシンプルに「ハンマータイムだ!」（It's Hammer Time!）と言うようになり、このボニントンの無線音声はテレビ中継でも頻繁に流されたことから有名になった。
なお、このフレーズはハミルトン（Hamilton）のF1における3文字表記「HAM」と、M.C.ハマー（Hammer）が1990年にリリースしたヒップホップ・ポップラップ曲の『ユー・キャント・タッチ・ディス』中の有名なフレーズに由来する。